# 胜利广场 (那不勒斯)

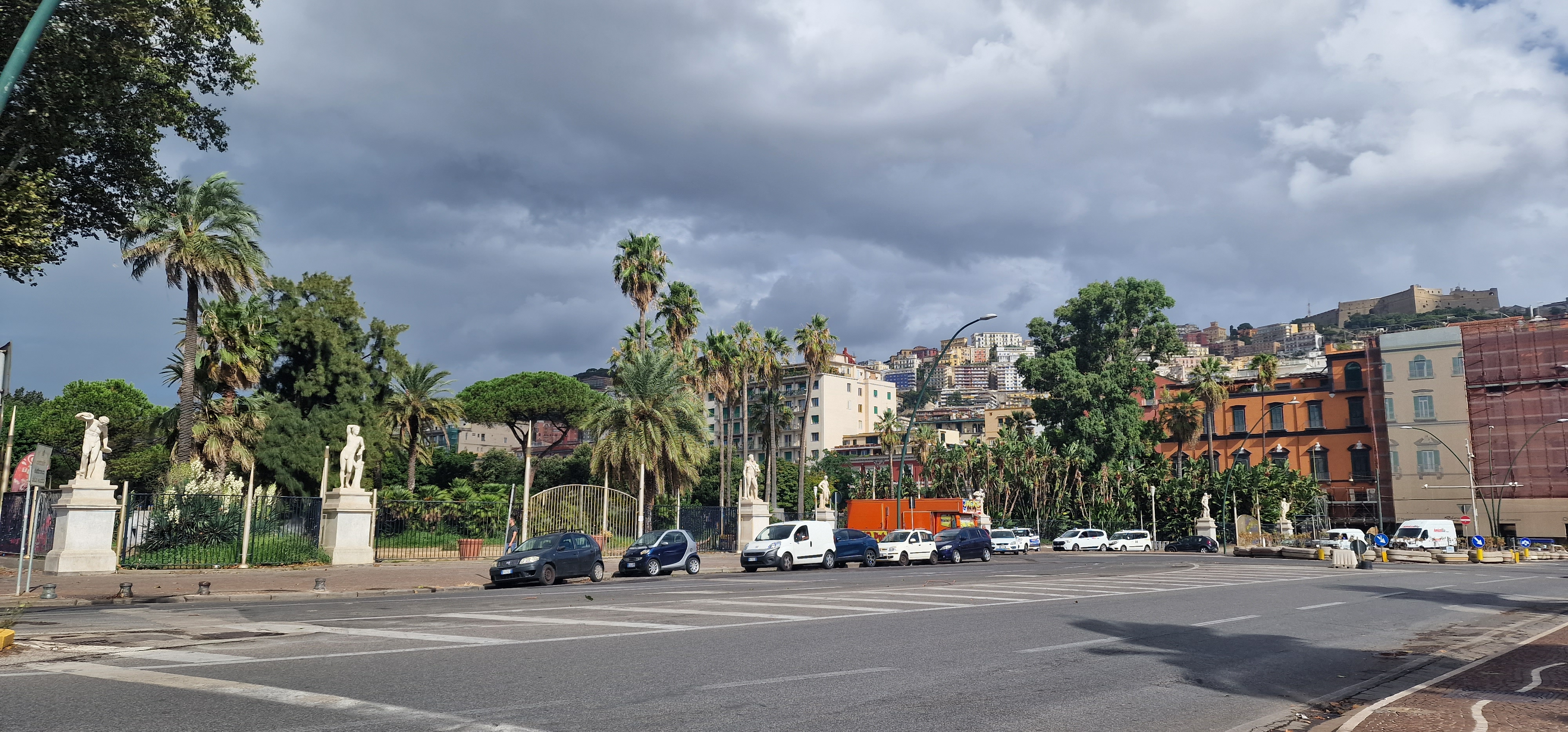
胜利广场

胜利广场（Piazza della Vittoria）是意大利南部城市那不勒斯的一个城市广场。位于市区海滨。1571年勒班陀战役中的获胜者为感谢圣母护佑而在此修建。